# بيتر سبنسر (ضابط بحري)
بيتر سبنسر (بالإنجليزية: Peter Spencer)‏ هو ضابط بحري بريطاني، ولد في 1947 في برايتون في المملكة المتحدة.